# Marianna Bosch
Marianna Bosch Casabò é uma matemática espanhola, professora da Universidade Ramon Llull em Barcelona.
Foi palestrante convidada do Congresso Internacional de Matemáticos no Rio de Janeiro (2018: Study and research paths: A model for inquiry).